# Autlán de Navarro
Autlán de Navarro (oft auch nur Autlán) ist eine Stadt mit ca. 55.000 Einwohnern und der Hauptort einer Gemeinde (municipio) mit ca. 65.000 Einwohnern im  mexikanischen Bundesstaat Jalisco. Autlán ist seit dem Jahr 1961 Sitz eines Bistums.

## Lage und Klima
Die Stadt Autlán de Navarro liegt etwa 190 km (Fahrtstrecke) südwestlich von Guadalajara, der Hauptstadt des Bundesstaates, in einer Höhe von ca. 955 m; Mexiko-Stadt ist etwa 730 km in östlicher Richtung entfernt. Das zumeist warme Klima wird in hohem Maße vom nur etwa 50 km (Luftlinie) entfernten Pazifik beeinflusst; Regen (ca. 800–1200 mm/Jahr) fällt überwiegend im Sommerhalbjahr.

## Bevölkerungsentwicklung
| Jahr      | 2000   | 2020   |
| Einwohner | 39.310 | 52.019 |

Der deutliche Bevölkerungszuwachs beruht im Wesentlichen auf der immer noch anhaltenden Zuwanderung von Familien aus den Dörfern der Umgebung.

## Wirtschaft
Bereits in der Kolonialzeit dienten die fruchtbaren Böden in der Umgebung von Autlán der Versorgung mit Nahrungsmitteln. Heute spielt die Landwirtschaft (Forstwirtschaft und Viehzucht) immer noch die wichtigste Rolle im Leben der Gemeinde; daneben sind auch der Anbau von Getreide (Mais, Weizen, Gerste) und der Obst- und Gemüseanbau (Bohnen, Chilis, Tomaten, Kaktusfeigen) von Bedeutung. In der Stadt selbst haben sich Kleinhändler, Handwerker und Dienstleister aller Art angesiedelt.

## Geschichte
Eine Besiedlung der Gegend in vorspanischer Zeit ist durch entsprechende Berichte nachgewiesen. Die Stadtgründung durch die Spanier erfolgte am 2. Februar 1533 im Auftrag des Konquistadors Nuño Beltrán de Guzmán; die Missionierung der Indios lag in den Händen des  Augustinerordens. In der Zeit des Unabhängigkeitskampfes (ca. 1810 bis 1820) lag der Ort fernab des Geschehens. Im Jahr 1939 wurde der Name des fünf Jahre zuvor verstorbenen Generals Juan J. Navarro an den ursprünglichen Ortsnamen angehängt.

## Sehenswürdigkeiten
- Die anstelle eines zu  klein gewordenen Vorgängerbaus Ende des 19. Jahrhunderts begonnene Kirche der Heiligen Dreifaltigkeit wurde im Jahr 1961 zur Kathedrale erhoben (Catedral de la Santissima Trinidad); diese wurde erst im Jahr 2005 vollendet, doch enthalten die Untergeschosse der in klassizistisch-barockem Stil erbauten Glockentürme immer noch große Partien aus unverkleideten Natursteinen. Der Mittelteil der Fassade ist dreigeschossig und zeigt ein Triumphbogenmotiv im Eingangsbereich. Auch das einschiffige Innere der rippengewölbten Kirche zeigt große unverkleidete Wandflächen; über der Vierung erhebt sich eine auf einem durchfensterten Tambour ruhende Kuppel.
- Die Stierkampfarena (Plaza de Toros) entstand in den Jahren 1939/40. Stierkämpfe finden hier jedoch kaum noch statt; sie dient vielmehr anderen öffentlichen Veranstaltungen (z. B. in der Karnevalszeit).

## Persönlichkeiten
- Juan Vallejo Corona (1934–2019), Serienmörder in den USA
- Carlos Santana (* 1947), Rockmusiker
- Luz Ramos (* 1987), Schauspielerin
- Hugo Camberos (* 2007), Fußballspieler